# James Competition-modellen
De James Competition-modellen zijn de motorfietsen die het Britse merk James produceerde voor wedstrijddoeleinden.

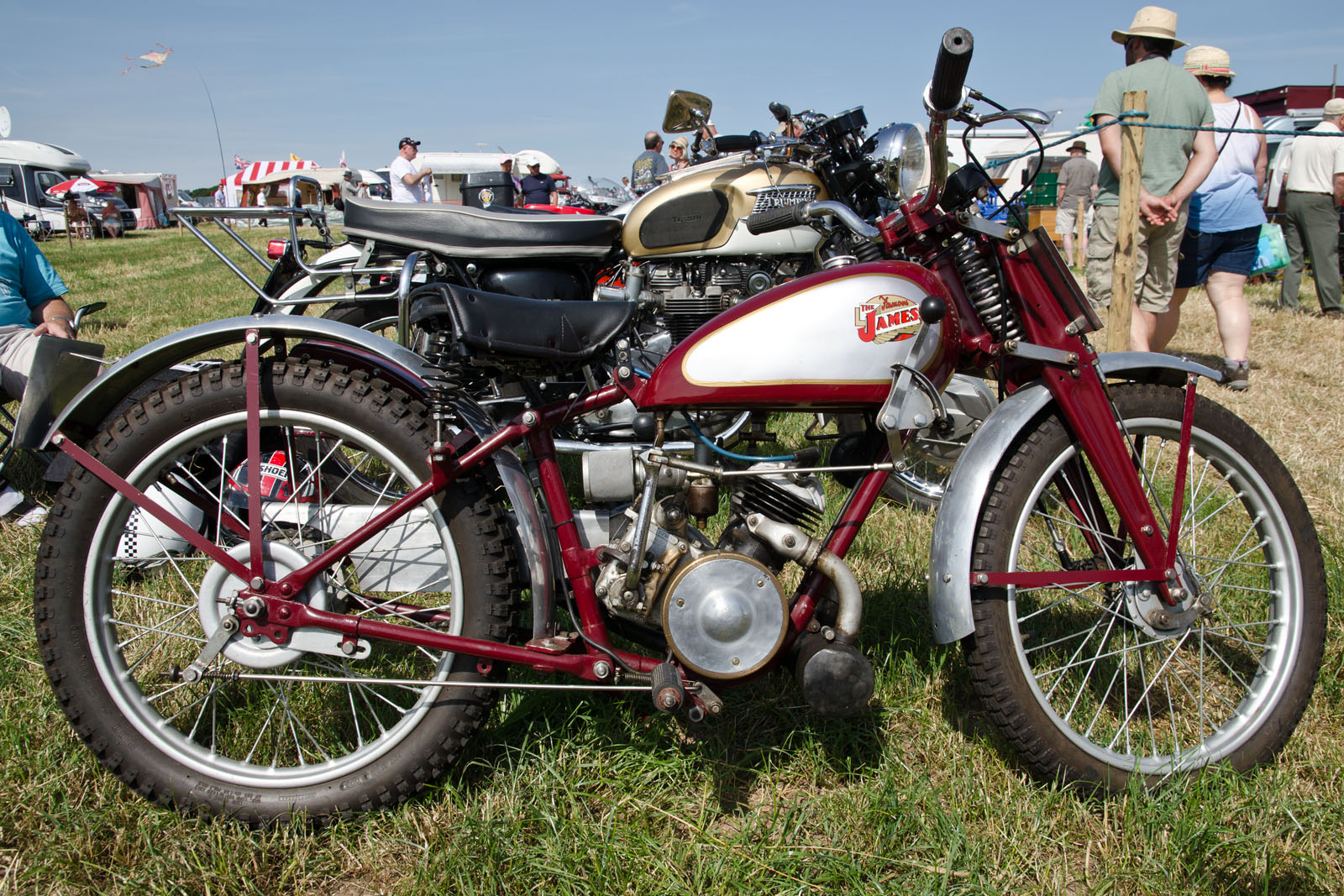
James M.L. uit 1947 in trialversie, die mogelijk door een eigenaar is omgebouwd.

## Voorgeschiedenis
James Cycles Ltd. uit Birmingham besteedde voor de Tweede Wereldoorlog nauwelijks aandacht aan de wedstrijdsport. Het had in 1914 een fabrieksteam afgevaardigd naar de TT van Man, waarschijnlijk met prototypes van het Model 7a Tourist Trophy. Onder de rijders was Harold Cox, die zowel in 1911 als in 1912 met het merk Forward derde was geworden in de Junior TT. Cox viel echter uit, net als teamgenoot Clark. T. Pollock haalde de finish wel, maar werd slechts zeventiende, een half uur achter winnaar Cyril Pullin (Rudge). Hoewel er in de jaren twintig incidenteel nog wel deelnemers met James-machines waren, hield de fabriek zelf zich niet meer bezig met de snelheidssporten. Men nam wel deel aan betrouwbaarheidsritten, waarbij de snelheid er niet toe deed. Met de bouw van de James Military Lightweight die vanaf 1943 aan de Britse infanterie werd geleverd deed men noodgedwongen de eerste ervaringen op met een lichte, terreinvaardige motorfiets. 

## Competition-modellen

### 1949-1951: James Trials
De 200cc-Trails die in 1949 op de markt kwam was niet de trialmotor zoals we die tegenwoordig kennen. In die tijd werd de term "Trials" nog vaak gebruikt voor wat men sinds de jaren zestig enduro noemt. Het was feitelijk een James 6E Deluxe die was omgebouwd voor gebruik op onverharde wegen en niet te zwaar terrein. De Trials had ook dezelfde Villiers Mk 6E-tweetaktmotor met drie versnellingen, een enkel wiegframe zonder achtervering en met de Dunlop-telescoopvork met rubbervering zonder demping. De hoofdkleur was bordeauxrood, de fabriekskleur die James na de oorlog gebruikte. De velgen en de zadelveren waren zilverkleurig gespoten, het frame, de voorvork en de open kettingkast waren zwart. Het stuur met schakelaars, het uitlaatsysteem en de strip op de tank waren verchroomd. De tankflanken waren lichtblauw.

### 1952: Colonel Mk I
In 1951 werd James overgenomen door Associated Motor Cycles, waardoor sommige andere componenten gebruikt konden worden. Behalve James hoorden ook AJS, Matchless en Francis-Barnett tot dit concern. Vooral elementen die voor de lichte modellen van Francis-Barnett gebruikt werden, kwamen nu ook ter beschikking van James, zoals de nieuwe telescoopvorken. De Colonel Mk I uit 1952 was veel meer een echte trialmotor, met een zwaardere achterband. De tank was nu helemaal bordeauxrood. De motor was nog steeds de Villiers Mk 6E, maar de Dunlop-voorvork met rubbervering was vervangen door een AMC-Model 5 telescoopvork met schroefvering. Latere modellen kregen de Model 6D-telescoopvork met hydraulische demping. 

### 1953-1955: Commando J9 Trials
Ook de Commando J9 Trials uit 1953 was Bordeauxrood, maar had een gouden bies om de zijkant van de tank. In 1954 werd die bies zilverkleurig en in 1955 gebruikte men een dubbele zilverkleurige bies. Aanvankelijk kreeg de machine een Villiers Mk 6E Competition-motor, maar al in 1954 werd die vervangen door de Villiers Mk 7E. Men kon toen ook kiezen voor de Villiers Mk 7E/4-motor met vier versnellingen. De Model 6-telescoopvork had hydraulische demping.

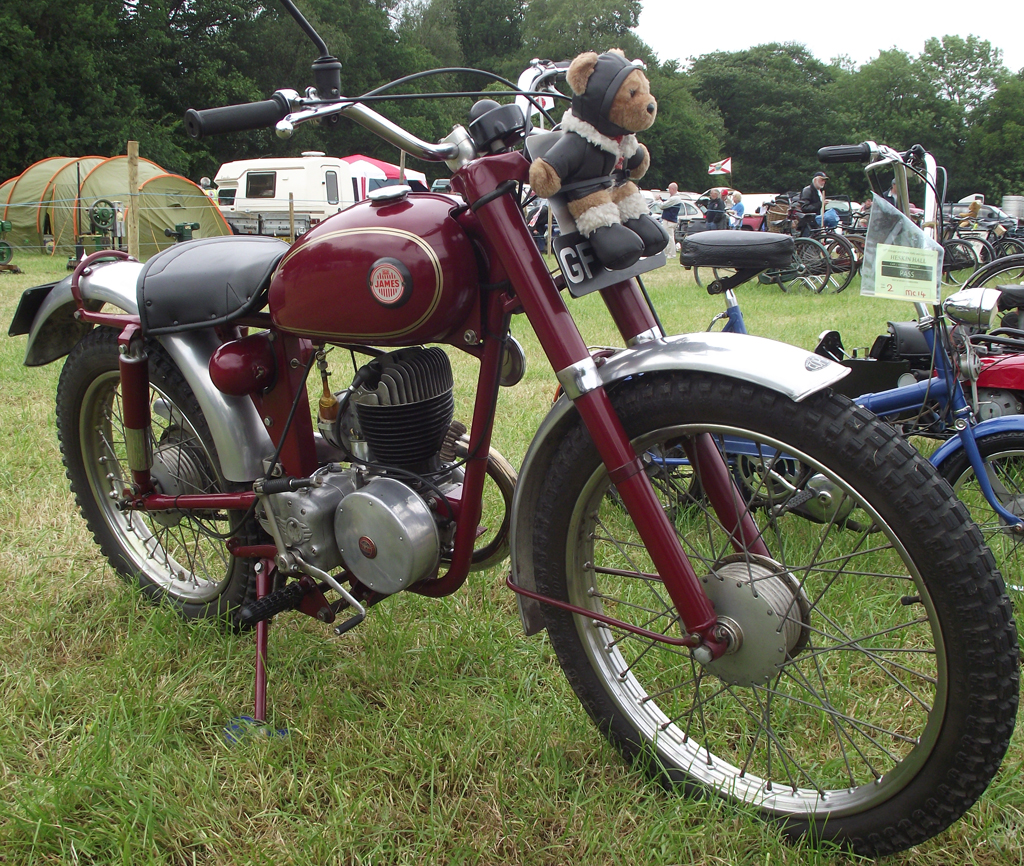
James Cotswold K7C

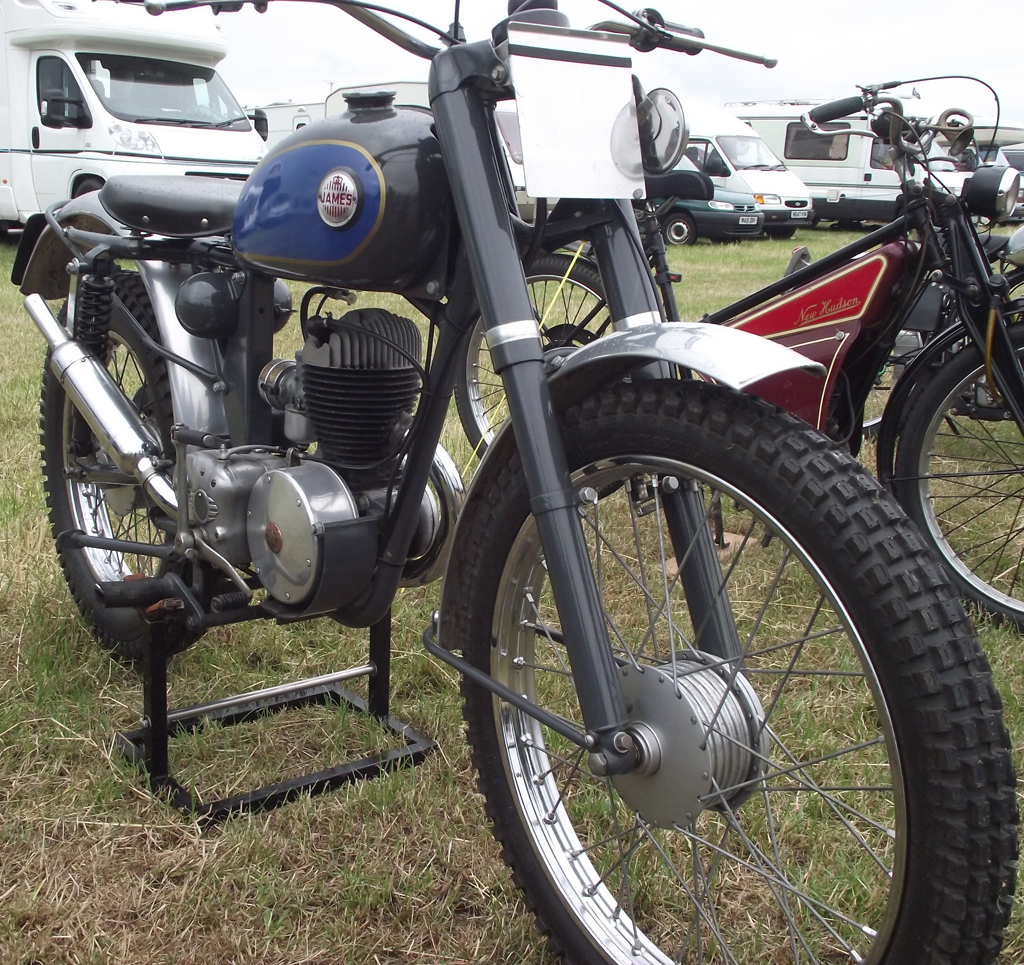
Vanaf 1957 werd de Cotswold ook geleverd met een "Martial Grey"-frame en blauwe tankflanken

### 1954-1958: Cotswold K7C
De Cotswold K7C kwam in 1954 op de markt met de nieuwe vierversnellings Villiers Mk 7E/4-motor. Dit was weer een scrambler. De machine was bordeauxrood met een zilveren bies op de tank. In 1955, 1956 en 1957 kreeg de tank een dubbele zilveren bies, maar vanaf 1957 was de machine ook leverbaar met blauwe tankflanken met dubbele gouden biezen. 

### 1956-1958: Commando K7T
Ook de Commando K7T uit 1956 was een scrambler. De kleur was bordeauxrood met dubbele zilverkleurige biezen op de tank. In 1957 kreeg de machine ook de blauwe tank van de Cotswold en toen werden ook de wielnaven en de remankerplaten zilverkleurig. De Commando K7T had nog steeds een Villiers Mk 7E/4-blok, maar vanaf 1957 een Amal-carburateur. De Commando K7T kreeg ook achtervering: een swingarm met twee veer/demperelementen. 

### 1959-1962: Commando L25T en Cotswold L25S
In 1959 werden de 200cc-modellen vervangen door 250cc-modellen. Als eerste kwam de Commando L25T, nu met een eigen AMC-tweetaktmotor met Amal-carburateur. Ook deze machine was bordeauxrood, maar ze had grijze tankflanken met gouden biezen. Ze bleef tot 1962 in productie, net als de Cotswold L25S die ook een AMC-motor met Amal-carburateur had. Dit was echter meer een crossmotor, compleet met startnummerborden en met hetzelfde kleurenschema. 

### 1963-1964: Scrambler M25R
De Scrambler M25R uit 1963 had een geheel zilverkleurige tank en werd aangedreven door een Villiers Mk 36A-motor, maar ze kreeg een voorvork van Norton, dat in 1953 aan AMC was toegevoegd. De scramblers kregen nu ook een wat grotere tank. 

### 1963-1966: Trials M25T
De Trials M25T werd geleverd met zilverkleurige of verchroomde tank. Het was uiteraard een trialmotor, maar ze kreeg ook de Norton-telescoopvork. 

### 1964-1966: Scrambler M25RS
Het laatste model uit deze serie, want in 1966 ging AMC failliet en verdween ook James van de markt. De Scrambler M25RS had de nieuwe Villiers Starmaker-motor, die in 1963 op de markt was gekomen en die in verschillende versies werd geleverd: als 32pk-racemotor, als 25pk-crossmotor en als 14pk-trialmotor. De James Scrambler had de crossversie, die standaard werd geleverd met een carburateur van Amal. De kleuren waren identiek aan die van de Trials M25T. 

## Technische gegevens
| James                  | Trials                                | Colonel Mk I                        | Commando J9 Trials                                             | Cotswold K7C                                      | Commando K7T                                    | Commando L25T                       | Cotswold L25S                       | Scrambler M25R                      | Trials M25T                         | Scrambler M25RS                     |
| ---------------------- | ------------------------------------- | ----------------------------------- | -------------------------------------------------------------- | ------------------------------------------------- | ----------------------------------------------- | ----------------------------------- | ----------------------------------- | ----------------------------------- | ----------------------------------- | ----------------------------------- |
| Periode                | 1949-1951                             | 1952                                | 1953-1956                                                      | 1954-1958                                         | 1956-1958                                       | 1959-1962                           | 1959-1962                           | 1963-1964                           | 1963-1966                           | 1964-1966                           |
| Categorie              | Scrambler                             | Trialmotor                          | Trialmotor                                                     | Scrambler                                         | Scrambler                                       | Trialmotor                          | Crossmotor                          | Scrambler                           | Trialmotor                          | Scrambler                           |
| Motor                  | Villiers Mk 6E                        | Villiers Mk 6E                      | Villiers Mk 6E Competition, vanaf 1954: Villiers Mk 7E/Mk 7E/4 | Villiers Mk 7E                                    | Villiers Mk 7E/4                                | AMC 25 C                            | AMC 25 S                            | Villiers Mk 36A                     | Villiers Mk 32A                     | Villiers Starmaker                  |
| Motortype              | Tweetakt                              | Tweetakt                            | Tweetakt                                                       | Tweetakt                                          | Tweetakt                                        | Tweetakt                            | Tweetakt                            | Tweetakt                            | Tweetakt                            | Tweetakt                            |
| Bouwwijze              | Dwarsgeplaatste staande eencilinder   | Dwarsgeplaatste staande eencilinder | Dwarsgeplaatste staande eencilinder                            | Dwarsgeplaatste staande eencilinder               | Dwarsgeplaatste staande eencilinder             | Dwarsgeplaatste staande eencilinder | Dwarsgeplaatste staande eencilinder | Dwarsgeplaatste staande eencilinder | Dwarsgeplaatste staande eencilinder | Dwarsgeplaatste staande eencilinder |
| Koeling                | Lucht                                 | Lucht                               | Lucht                                                          | Lucht                                             | Lucht                                           | Lucht                               | Lucht                               | Lucht                               | Lucht                               | Lucht                               |
| Boring                 | 59 mm                                 | 59 mm                               | 59 mm                                                          | 59 mm                                             | 59 mm                                           | 66 mm                               | 66 mm                               | Onbekend                            | 66 mm                               | 68 mm                               |
| Slag                   | 72 mm                                 | 72 mm                               | 72 mm                                                          | 72 mm                                             | 72 mm                                           | 73 mm                               | 73 mm                               | Onbekend                            | 72 mm                               | 68 mm                               |
| Cilinderinhoud         | 196,8 cc                              | 196,8 cc                            | 196,8 cc                                                       | 196,8 cc                                          | 196,8 cc                                        | 249,7 cc                            | 249,7 cc                            | ca. 250 cc                          | 246,3 cc                            | 247,0 cc                            |
| Carburateur(s)         | Villiers Type 4/5 Two lever           | Villiers Type 4/5 Two lever         | Villiers Type S.24                                             | Villiers Type S.24 vanaf 1955: Villiers Type S.25 | Villiers Type S.25 vanaf 1957: Amal Type 376/76 | Amal Type 389                       | Amal Type 389/28                    | Amal Type 389                       | Villiers Type S.25                  | Amal Type 389/39                    |
| Smeersysteem           | Mengsmering                           | Mengsmering                         | Mengsmering                                                    | Mengsmering                                       | Mengsmering                                     | Mengsmering                         | Mengsmering                         | Mengsmering                         | Mengsmering                         | Mengsmering                         |
| Primaire aandrijving   | Ketting                               | Ketting                             | Ketting                                                        | Ketting                                           | Ketting                                         | Ketting                             | Ketting                             | Ketting                             | Ketting                             | Ketting                             |
| Versnellingen          | 3                                     | 3                                   | 3 (4 optioneel)                                                | 3                                                 | 4                                               | 4                                   | 4                                   | 4                                   | 4                                   | 4                                   |
| Secundaire aandrijving | Ketting                               | Ketting                             | Ketting                                                        | Ketting                                           | Ketting                                         | Ketting                             | Ketting                             | Ketting                             | Ketting                             | Ketting                             |
| Rijwielgedeelte        | Enkel wiegframe                       | Enkel wiegframe                     | Enkel wiegframe                                                | Enkel wiegframe                                   | Enkel wiegframe                                 | Enkel wiegframe                     | Enkel wiegframe                     | Enkel wiegframe                     | Enkel wiegframe                     | Enkel wiegframe                     |
| Voorvork               | Dunlop telescoopvork met rubbervering | AMC-telescoopvork                   | AMC-telescoopvork                                              | AMC-telescoopvork                                 | AMC-telescoopvork                               | AMC-telescoopvork                   | AMC-telescoopvork                   | Norton-telescoopvork                | Norton-telescoopvork                | Norton-telescoopvork                |
| Achtervork             | Star                                  | Star                                | Star                                                           | Swingarm                                          | Swingarm                                        | Swingarm                            | Swingarm                            | Swingarm                            | Swingarm                            | Swingarm                            |
| Remmen                 | Trommelremmen                         | Trommelremmen                       | Trommelremmen                                                  | Trommelremmen                                     | Trommelremmen                                   | Trommelremmen                       | Trommelremmen                       | Trommelremmen                       | Trommelremmen                       | Trommelremmen                       |
| Tankinhoud             | 10 liter                              | 10 liter                            | 10 liter                                                       | 10 liter                                          | 10 liter                                        | 10 liter                            | 10 liter                            | 11 liter                            | 10 liter                            | 11 liter                            |